# Nova zvezda Slovenije
Nova zvezda Slovenije je slovenski tekmovalni pevski šov na Planet TV. Gre za slovensko različico srbskega šova Pinkove zvezde.
1. sezona je bila na sporedu spomladi 2018 (od 17. marca do 2. junija). Vodila sta jo Klemen Bunderla in Tadej Bricelj. Slednji se je Bunderli pridružil v studijskih oddajah, spremljal pa je dogajanje v zaodrju (pogovori z družinami in prijatelji tekmovalcev ter s tekmovalci samimi po nastopu). Tekmovalce so ocenjevali žiranti:
- Uroš Smolej
- Natalija Verboten
- Tomaž Mihelič
- Nuška Drašček
- Goran Lisica - Fox[2]

Pri pripravah na nastop (vsaj četrt-, polfinalni in finalni) je tekmovalcem pomagala učiteljica petja Eva Hren.
Večini oddaj je sledil Zvezda magazin, v katerem so dogajanje komentirale Jasna Kuljaj, Oriana Girotto in Katja Ajster - Kataya.
Zmagovalka 1. sezone je postala Viviana Kukar. Za nagrado je dobila 10.000 € in trajno diskografsko pogodbo pri založbi Dallas Records.

## Format
| #   | Datum     | Oddaja                       | Prizorišče                   |
| --- | --------- | ---------------------------- | ---------------------------- |
| 1.  | 17. marec | Avdicijske oddaje            | Festivalna dvorana Ljubljana |
| 2.  | 24. marec | Avdicijske oddaje            | Festivalna dvorana Ljubljana |
| 3.  | 31. marec | Avdicijske oddaje            | Festivalna dvorana Ljubljana |
| 4.  | 7. april  | Avdicijske oddaje            | Festivalna dvorana Ljubljana |
| 5.  | 14. april | Avdicijske oddaje            | Festivalna dvorana Ljubljana |
| 6.  | 21. april | Najboljših 24                | Studio v Beogradu            |
| 7.  | 5. maj    | Najboljših 24                | Studio v Beogradu            |
| 8.  | 12. maj   | Najboljših 24                | Studio v Beogradu            |
| 9.  | 19. maj   | Četrtfinale (12 tekmovalcev) | Studio v Beogradu            |
| 10. | 26. maj   | Polfinale (8 tekmovalcev)    | Studio v Beogradu            |
| 11. | 2. junij  | Finale (6 tekmovalcev)       | Studio v Beogradu            |

## Avdicijske oddaje
V avdicijskih oddajah so se kandidati predstavili pred 3 člani žirije. 24 tistih, ki so od vseh treh žirantov prejeli DA, se je uvrstilo v naslednji krog in nastopilo na velikem odru.
I. avdicijska oddaja
- Žiranti: Nuška, Fox, Natalija

| Kandidat (starost, kraj)                | Pesem                                   |
| --------------------------------------- | --------------------------------------- |
| Arijana Lucas (21, Škofije)             | "Million Reasons" (Lady Gaga)           |
| Rok Mlinar (22, Slovenske Konjice)      | "Slečeno srce" (Nina Pušlar)            |
| Marcel Baranja (24)                     | "Homesick" (Dua Lipa)                   |
| Zoran Polanec (44)                      | "Perfect" (Ed Sheeran)                  |
| Boštjan Lenič (39)                      | "Caruso" (Lucio Dalla)                  |
| Blaž Zanjkovič (70, Ljutomer)           | "Funiculì, Funiculà" (Peppino Turco)    |
| Nika Manevski (22, Trzin)               | "Poglej" (Neomi)                        |
| Laura Škvorc (23, Zreče)                | "Girl on Fire" (Alicia Keys)            |
| Tina Drnovšček (15, Dobrovo v Brdih)    | "Because of You" (Kelly Clarkson)       |
| Andreja Zaljetelj (50, Notranje Gorice) | "The Best" (Tina Turner)                |
| Vivi Lara Vah (23)                      | "The Great Pretender" (The Platters)    |
| Nina Polaner (17/18)                    | "Hallelujah" (Alexandra Burke)          |
| Adelisa Dizdarević (20)                 | "Le s teboj" (Marta Zore)               |
| Amadeja Stanojević (17)                 | "Here for You" (Maraaya)                |
| Marija Elara Stanojević (16)            | "Ledena" (Siddharta)                    |
| Anastazija Stanojević (14)              | "Love on the Brain" (Rihanna)           |
| Mihaela Stanojević (13)                 | "Lost on You" (LP)                      |
| Aleksandra Car (32, Zgornja Korena)     | "Don't Bother" (Shakira)                |
| Luka Markus Štajer (29, Ljubljana)      | "Everything That I Am" (Phil Collins)   |
| Tinkara Pfeifer (14, Žalec)             | "Just a Friend to You" (Meghan Trainor) |
| Kristjan Jurkošek (21, Ljubljana)       | "You" (Kristjan Jurkošek)               |
| Elizabeta Lebar (31, Bogojina)          | "I Have a Dream" (ABBA)                 |

II. avdicijska oddaja
- Žiranti: Nuška, Uroš, Natalija

| Kandidat (starost, kraj)                   | Pesem                                                             |
| ------------------------------------------ | ----------------------------------------------------------------- |
| Adrijana Lorber (23, Brežice)              | "Killing Me Softly with His Song" (Fugees) "Angel" (Tabu)         |
| Janez Doltar (60, Novo mesto)              | "Tamburica" (Janez Doltar) "Blue Suede Shoes" (Elvis Presley)     |
| Urška Kolbe (31, Ljubljana)                | "Runnin' (Lose It All)" (Naughty Boy ft. Beyoncé, Arrow Benjamin) |
| Marjeta Urbanič Rudolf (35/36, Apače)      | "Ne bodi kot drugi" (Ditka)                                       |
| Dominik Kontrec (19, Murska Sobota)        | "Lutka" (S.A.R.S.) "Od višine se zvrti" (Martin Krpan)            |
| Tisa Starc (13, Gračišče)                  | "To mi je všeč" (Nina Pušlar)                                     |
| Lara Keuc (19, Ljubljana)                  | "Father" (Demi Lovato)                                            |
| Nigar Amiti (13, Ljubljana)                | "Milijon in ena" (Klara Jazbec)                                   |
| Nives Završnik (24, Trzin)                 | "The Best" (Tina Turner)                                          |
| Aleksander Gulič (29, Škofljica)           | "My Way" (Frank Sinatra) "A Change Is Gonna Come" (Sam Cooke)     |
| Lan Verko (13, Zgornja Ložnica)            | "Vem, nekje živeti mora" (Oto Pestner)                            |
| Ula Nikolaja Ratajec (19, Ljubljana)       | "Russian Roulette" (Rihanna)                                      |
| Jan Mihalič Tomažič (26, Podgrad)          | "He Stopped Loving Her Today" (George Jones)                      |
| Daša Đukić Maljevac (16, Ilirska Bistrica) | "Morska pravljica" (Ans. Petra Finka)                             |
| Damjan Vidovič (21, Ptuj)                  | "Za njo" (Čuki)                                                   |
| Peter Blatnik (25, Videm - Dobrepolje)     | "Kekčeva pesem" "Kaj mi poje ptičica"                             |
| Viviana Kukar (16, Suhor)                  | "When We Were Young" (Adele)                                      |

III. avdicijska oddaja
- Žiranti: Uroš, Natalija, Tomaž

| Kandidat (starost, kraj)                                     | Pesem                                                       |
| ------------------------------------------------------------ | ----------------------------------------------------------- |
| Anže Prašnikar (14, Zagorje ob Savi)                         | "You Raise Me Up" (Josh Groban)                             |
| Zlata Martinc (57, Velenje)                                  | "Ti si mi u krvi" (Zdravko Čolić) − v sln.                  |
| Tea Gubenšek (47, Domžale)                                   | "Željo moja" (Doris Dragović)                               |
| Robert Ficker (27, Ljubljana)                                | "To mi radi" (Crvena jabuka)                                |
| Miha Hlede (23, Kojsko)                                      | "Hour of the Wolf" (Elnur Hüseynov)                         |
| Tinkara Nared (20, Begunje pri Cerknici)                     | "Ledena" (Siddharta)                                        |
| Lana Hrvatin (15)                                            | "Million Reasons" (Lady Gaga)                               |
| Tana Cuder (16)                                              | "All I Want" (Emma Bale)                                    |
| Lea Ivandič (16)                                             | "If I Ain't Got You" (Alicia Keys)                          |
| Milan Lavriša - Lavri (57, Ljubljana)                        | "La donna è mobile" (iz opere Rigoletto Giuseppeja Verdija) |
| Taja Šviligoj (17, Izola)                                    | "Stay" (Rihanna ft. Mikky Ekko)                             |
| Eva Omahen (16, Koper)                                       | "Demons" (Imagine Dragons)                                  |
| Iva Muršič & Sara Kozar (22 in 23)                           | "Say Something" (A Great Big World & Christina Aguilera)    |
| Denis Jambrošić & Kristjan Škofljanec (23 in 23, Medvode)    | "Ružica si bila" (Bijelo dugme)                             |
| Anastasija Hodžić (28, Ljubljana Šmartno; prvotno iz Kijeva) | "Zelen klen" (ukrajinska narodna)                           |
| Jan Nograšek (25)                                            | "Ordinary World" (Green Day)                                |
| Jaka Skubic (26)                                             | "Ako te pitaju" (Petar Grašo)                               |
| Lara Žgajnar (14, Grosuplje)                                 | "Don't You Remember" (Adele)                                |

IV. avdicijska oddaja
- Žiranti: Tomaž, Uroš, Fox

| Kandidat (starost, kraj)                    | Pesem                                                                  |
| ------------------------------------------- | ---------------------------------------------------------------------- |
| Karli Bregar (20, Trbovlje)                 | "If Tomorrow Never Comes" (Ronan Keating)                              |
| Tatjana Mihelj (44, Nova Gorica)            | "Med iskrenimi ljudmi" (Majda Sepe)                                    |
| Nina Bužanin Simčič (25, Hruševje)          | "Piece of My Heart" (Janis Joplin) "A Natural Woman" (Aretha Franklin) |
| Ana Resnik (14/15, Medvode)                 | "Girl on Fire" (Alicia Keys)                                           |
| Sara Zelnik (10/11, Dolenjska)              | "Za vedno" (Nina Pušlar)                                               |
| Brina Matuš (10, Ljubljana)                 | "Čebelar" (Ans. Lojzeta Slaka)                                         |
| Anamarija Klaužar (23, Blanca)              | "Crazy" (Gnarls Barkley)                                               |
| Ariona Telaku (16, Celje; prvotno s Kosova) | "Helium" (Sia) "Happy" (Pharrell Williams)                             |
| Ivan Jeger (19, Koper)                      | "I Was Here" (Beyoncé)                                                 |
| Ela Vindiš (17)                             | "Casanova" (Ela Vindiš)                                                |
| Tedja Šabanov (17)                          | "Waiting on the World to Change" (John Mayer)                          |
| Nejc Novak (24, Domžale)                    | "Ko mene več ne bo" (Jan Plestenjak)                                   |
| Dimitrij Keber (32, Volčja Draga)           | "Slab spomin" (Big Foot Mama)                                          |
| Srečko Rogan (60, Maribor)                  | "My Way" (Frank Sinatra) – v sln.                                      |
| Mladen Teodorović - Maki (42, Medvode)      | "Ti si mi u krvi" (Zdravko Čolić)                                      |
| Lara Topolovec (17)                         | "Še si tu" (Marta Zore)                                                |
| Urška Subašič (19, Gornja Radgona)          | "Amazing Grace" (John Newton)                                          |
| Karin Možina (28)                           | "Walk on Water" (Eminem ft. Beyoncé)                                   |
| Lara Mijatović (13, Italija)                | "Isn't She Lovely" (Stevie Wonder)                                     |

V. avdicijska oddaja
- Žiranti: Nuška, Fox, Tomaž

| Kandidat (starost, kraj)                                        | Pesem                                                                                       |
| --------------------------------------------------------------- | ------------------------------------------------------------------------------------------- |
| Anja Krautberger (20, Bled)                                     | "Ružica si bila" (Bijelo dugme)                                                             |
| Matic Dokler (20, Nova Cerkev)                                  | "Summertime" (George Gershwin)                                                              |
| Manca Mihelin (13)                                              | "I Feel Pretty" (iz West Side Story)                                                        |
| Luka Slobodnik (18)                                             | "Who You Are" (Jessie J)                                                                    |
| Fahreta Salihović (31)                                          | "Magla" (Josipa Lisac)                                                                      |
| Dževad Bečić (65, Kranj; prvotno iz BiH)                        | "Tebi majko misli lete" (sevdalinka) "Slovenija, od kod lepote tvoje" (Ans. bratov Avsenik) |
| Kaja Rušnov (15, Metlika)                                       | "Footprints in the Sand" (Leona Lewis) "Pastirče mlado" (ljudska)                           |
| Urban Pfeiler (19, Apače)                                       | "Symphony" (Clean Bandit ft. Zara Larsson) – v sln. "What About Us" (Pink)                  |
| Nastja Rataj (18, Ruše)                                         | "Mlade oči" (Ditka Haberl)                                                                  |
| Mojca Fajs (30)                                                 | "Santa Marija" (Irena Vrčkovnik)                                                            |
| Tomi Tratnik (25)                                               | "Simple Man" (Lynyrd Skynyrd)                                                               |
| Simon Mavri (46)                                                | "Angels" (Robbie Williams) "Leila" (Vajta)                                                  |
| Alessandro Adewale Marjetič (25, Ljubljana; prvotno iz Italije) | "It's Hard to Say Goodbye to Yesterday" (Boyz II Men)                                       |
| Sara Morro (24, Žalec)                                          | "Make You Feel My Love" (Adele) "Listen" (Beyoncé)                                          |
| Aleksandra Mohorič (28, Radovljica)                             | "If I Ain't Got You" (Alicia Keys)                                                          |
| Boštjan Pertinač (25, Solkan)                                   | "Perfect" (Ed Sheeran)                                                                      |
| Urban Vidmar (23, Branik)                                       | "Your Man" (Josh Turner)                                                                    |

## Najboljših 24
24 najboljših kandidatov (tisti, ki so na avdiciji trikrat dobili DA) je nastopilo na velikem odru pred vsemi 5 žiranti. V vsaki oddaji se jih je predstavilo 8. Žiranti njihove nastope spremljajo v velikih rdečih sedežih, ki so na začetku nastopa v nižji legi, tako da žiranti kandidate sprva samo slišijo, ne pa tudi vidijo. Če kandidat žiranta med nastopom dovolj prepriča, ta pritisne na zeleni gumb in sedež se dvigne v višjo lego, tako da ga lahko tudi vidi − in s tem mu podeli 1 točko. Vsak žirant ima nato še en glas (prav tako vreden 1 točko), t. i. zvezdico, ki jo po vseh nastopih podeli enemu izmed kandidatov. V četrtfinale se v vsaki oddaji uvrstijo tisti 4 kandidati z največjim končnim seštevkom točk. V primeru izenačenja za mesto v četrtfinalu morata izenačena kandidata zapeti še eno, vnaprej določeno pesem in na podlagi tega nastopa žiranti glasujejo, kdo gre naprej.
| Kandidat                              | Pesem                                               | Nu | F | U | Na | T | Zvezdica             | ∑ | Rezultat    |
| ------------------------------------- | --------------------------------------------------- | -- | - | - | -- | - | -------------------- | - | ----------- |
| I. del (21. april)                    |                                                     |    |   |   |    |   |                      |   |             |
| Lara Mijatović                        | "50mila" (Nina Zilli)                               | ✓  | ✓ | ✓ | ✓  | ✓ |                      | 5 | Izpadla     |
| Blaž Zanjkovič                        | "Santa Lucia" (Andrea Bocelli)                      | ✓  |   |   | ✓  |   |                      | 2 | Izpadel     |
| Kaja Rušnov                           | "When We Were Young" (Adele)                        | ✓  | ✓ | ✓ | ✓  | ✓ | Natalija Tomaž       | 7 | Četrtfinale |
| Anamarija Klaužar                     | "Metulji" (Pliš)                                    | ✓  |   | ✓ | ✓  | ✓ |                      | 4 | Izpadla     |
| Urban Vidmar                          | "I Love This Bar" (Toby Keith)                      | ✓  | ✓ | ✓ | ✓  | ✓ | Nuška                | 6 | Četrtfinale |
| Luka Markus Štajer                    | "In the Shadows" (The Rasmus)                       |    |   | ✓ | ✓  |   |                      | 2 | Izpadel     |
| Tatjana Mihelj                        | "My Way" (Frank Sinatra)                            | ✓  | ✓ | ✓ | ✓  | ✓ | Fox                  | 6 | Četrtfinale |
| Viviana Kukar                         | "Something's Got a Hold on Me" (Christina Aguilera) | ✓  | ✓ | ✓ | ✓  | ✓ | Uroš                 | 6 | Četrtfinale |
| II. del (5. maj)                      |                                                     |    |   |   |    |   |                      |   |             |
| Zlata Martinc                         | "Poletna noč" (Marjana Deržaj)                      | ✓  | ✓ | ✓ | ✓  | ✓ |                      | 5 | Izpadla     |
| Denis Jambrošić & Kristjan Škofljanec | "Lutka" (S.A.R.S.)                                  | ✓  |   | ✓ | ✓  | ✓ |                      | 4 | Izpadla     |
| Lara Žgajnar                          | "Hero" (Mariah Carey)                               | ✓  | ✓ | ✓ | ✓  | ✓ | Natalija             | 6 | Četrtfinale |
| Aleksander Gulič                      | "Delilah" (Tom Jones)                               | ✓  | ✓ | ✓ | ✓  | ✓ |                      | 5 | Izpadel     |
| Taja Šviligoj                         | "Beneath Your Beautiful" (Labrinth ft. Emeli Sandé) | ✓  | ✓ | ✓ | ✓  | ✓ | Tomaž                | 6 | Četrtfinale |
| Eva Omahen                            | "Take Me to Church" (Hozier)                        |    |   | ✓ | ✓  |   |                      | 2 | Izpadla     |
| Matic Dokler                          | "Lullaby of Birdland" (Ella Fitzgerald)             | ✓  |   | ✓ | ✓  | ✓ | Uroš Nuška           | 6 | Četrtfinale |
| Arijana Lucas                         | "Love on the Brain" (Rihanna)                       | ✓  | ✓ | ✓ | ✓  | ✓ | Fox                  | 6 | Četrtfinale |
| III. del (12. maj)                    |                                                     |    |   |   |    |   |                      |   |             |
| Elizabeta Lebar                       | "All I Could Do Was Cry" (Etta James)               | ✓  | ✓ | ✓ | ✓  | ✓ |                      | 5 | Četrtfinale |
| Lan Verko                             | "Tam, kjer sem doma" (Edvin Fliser)                 | ✓  |   | ✓ | ✓  |   |                      | 3 | Izpadel     |
| Adrijana Lorber                       | "Stuck" (Caro Emerald)                              | ✓  | ✓ | ✓ | ✓  |   |                      | 4 | Izpadla     |
| Tinkara Nared                         | "Sex on Fire" (Kings of Leon)                       |    |   | ✓ | ✓  |   |                      | 2 | Izpadla     |
| Tisa Starc                            | "You Are Not Alone" (Michael Jackson)               | ✓  |   | ✓ | ✓  |   |                      | 3 | Izpadla     |
| Mladen Teodorović - Maki              | "Ledja o ledja" (Željko Joksimović)                 | ✓  | ✓ | ✓ | ✓  | ✓ | Uroš                 | 6 | Četrtfinale |
| Urban Pfeiler                         | "Another Day of Sun" (Dežela La La) – v sln.        | ✓  |   | ✓ | ✓  | ✓ | Fox                  | 5 | Četrtfinale |
| Tina Drnovšček                        | "Tell Me You Love Me" (Demi Lovato)                 | ✓  | ✓ | ✓ | ✓  | ✓ | Nuška Tomaž Natalija | 8 | Četrtfinale |

## Četrtfinale
V četrtfinalu se je pomerilo 12 kandidatov, v polfinale pa jih je napredovalo 8. S četrtfinalom se je spremenilo glasovanje: žiranti, ki nastope sedaj že od začetka spremljajo iz višje lege, tako da kandidate slišijo in vidijo, vsakega kandidata ocenijo z oceno 1–10, pri čemer jih trije ocenijo takoj po nastopu, dva pa šele na koncu ob razglasitvi skupnega seštevka ocen. V četrtfinalu so kandidati dobili izziv: pesmi, ki so jih zapeli, si niso izbrali sami, ampak so jim bile dodeljene, in sicer so jim bile dodeljene pesmi v zanje manj tipičnem ali netipičnem žanru (pesmi, ki jim "manj ležijo"). Pri pripravi na četrtfinalni nastop je kandidatom pomagala učiteljica petja Eva Hren.
| Kandidat (starost)            | Pesem                                                          | Nu | F | U | Na | T  | ∑  | Rezultat  |
| ----------------------------- | -------------------------------------------------------------- | -- | - | - | -- | -- | -- | --------- |
| Kaja Rušnov (15)              | "Still Loving You" (Scorpions)                                 | 8  | ? | 7 | 8  | ?  | 39 | Izpadla   |
| Taja Šviligoj (17)            | "Jolene" (Miley Cyrus)                                         | ?  | 7 | ? | 8  | 9  | 40 | Polfinale |
| Urban Pfeiler (19)            | "Love Yourself" (Justin Bieber)                                | 7  | 7 | 6 | 6  | 6  | 32 | Izpadel   |
| Tina Drnovšček (16)           | "Feeling Good" (Nina Simone)                                   | 9  | 9 | 9 | 10 | 10 | 47 | Polfinale |
| Tatjana Mihelj (44)           | "What About Us" (Pink)                                         | ?  | 8 | 8 | 7  | ?  | 40 | Polfinale |
| Urban Vidmar (23)             | "Budapest" (George Ezra)                                       | 8  | 8 | ? | ?  | 9  | 40 | Polfinale |
| Elizabeta Lebar (31)          | "Cry Me a River" (Justin Timberlake)                           | ?  | 9 | ? | 9  | 10 | 46 | Polfinale |
| Matic Dokler (20)             | "Moves Like Jagger" (Maroon 5 ft. Christina Aguilera)          | 8  | 7 | 7 | 7  | 8  | 37 | Izpadel   |
| Arijana Lucas (21)            | "Signed, Sealed, Delivered I'm Yours" (Blue ft. Stevie Wonder) | 10 | 9 | 9 | 10 | 10 | 48 | Polfinale |
| Viviana Kukar (16)            | "What's Up" (4 Non Blondes)                                    | 8  | 9 | ? | 9  | ?  | 43 | Polfinale |
| Mladen Teodorović - Maki (42) | "Sound of Silence" (Disturbed)                                 | 6  | 7 | 8 | ?  | ?  | 34 | Izpadel   |
| Lara Žgajnar (14)             | "You've Got the Love" (Florence & the Machine)                 | ?  | ? | 9 | 9  | 9  | 42 | Polfinale |

1. ↑  Pri nekaterih kandidatih so bile razkrite le ocene prvih treh sodnikov in končni seštevek ocen.

## Polfinale
V polfinalu se je pomerilo 8 kandidatov, izpadla sta 2. Njihov izziv je bil, da so morali zapeti pesem, ki ima zanje poseben pomen. Pri pripravah na nastop jim je pomagala Eva Hren.
| Kandidat (starost)   | Pesem                            | Nu | F | U | Na | T  | ∑  | Rezultat |
| -------------------- | -------------------------------- | -- | - | - | -- | -- | -- | -------- |
| Arijana Lucas (21)   | "Who You Are" (Jessie J)         | 9  | ? | 9 | ?  | 10 | ?  | Finale   |
| Urban Vidmar (23)    | "Hurt" (Johnny Cash)             | 9  | 8 | ? | 8  | ?  | 43 | Izpadel  |
| Elizabeta Lebar (31) | "Tears in Heaven" (Eric Clapton) | 10 | ? | ? | 10 | 10 | 49 | Finale   |
| Viviana Kukar (16)   | "Run" (Leona Lewis)              | ?  | 9 | 9 | 10 | ?  | 46 | Finale   |
| Taja Šviligoj (17)   | "Fix You" (Coldplay)             | 8  | 8 | 9 | 10 | 10 | 45 | Finale   |
| Lara Žgajnar (14)    | "Immortality" (Céline Dion)      | 8  | 9 | ? | ?  | 9  | ?  | Izpadla  |
| Tatjana Mihelj (44)  | "Mlade oči" (Ditka Haberl)       | 10 | 9 | 9 | ?  | ?  | 47 | Finale   |
| Tina Drnovšček (16)  | "The Show Must Go On" (Queen)    | 9  | 9 | 9 | 10 | 9  | 46 | Finale   |

Elizabeta in Tatjana sta od zadnjih dveh sodnikov dobili oceni 9 in 10, ne ve pa se, od koga 9 in od koga 10.

## Finale
Finale je potekal 2. junija 2018. To je bila edina oddaja sezone, ki je potekala v živo. Izbor končne zmagovalke je potekal v 3 krogih.
Kandidatke so najprej zapele v duetih. Sodniki so v naslednji krog poslali le eno dekle iz vsakega dueta.
| #   | Kandidatka (starost) | Pesem                                             | Glasovi sodnikov            |
| --- | -------------------- | ------------------------------------------------- | --------------------------- |
| I   | Arijana Lucas (21)   | "Kids" (Kylie Minogue & Robbie Williams)          | Nuška, Natalija, Fox        |
| I   | Taja Šviligoj (16)   | "Kids" (Kylie Minogue & Robbie Williams)          | Uroš, Tomaž                 |
| II  | Tatjana Mihelj (44)  | "The Lady Is a Tramp" (Tony Bennett & Lady Gaga)  | Fox, Nuška                  |
| II  | Elizabeta Lebar (31) | "The Lady Is a Tramp" (Tony Bennett & Lady Gaga)  | Uroš, Natalija, Tomaž       |
| III | Viviana Kukar (16)   | "Do What U Want" (Lady Gaga & Christina Aguilera) | Natalija, Tomaž, Nuška, Fox |
| III | Tina Drnovšček (16)  | "Do What U Want" (Lady Gaga & Christina Aguilera) | Uroš                        |

V drugem krogu so zmagovalke duetov nastopile s solo pesmijo. Sodniki so njihove nastope ocenili z ocenami 1–10. Kandidatki z najboljšima seštevkoma ocen sta se uvrstili v superfinale.
| Kandidatka      | Pesem                                   | Nu | F | U   | Na | T    | ∑  | Rezultat    |
| --------------- | --------------------------------------- | -- | - | --- | -- | ---- | -- | ----------- |
| Elizabeta Lebar | "Rehab" (Amy Winehouse)                 | 8  | ? | 8/9 | ?  | 8/10 | ?  | Izpadla     |
| Viviana Kukar   | "Changing" (Sigma ft. Paloma Faith)     | 9  | ? | 9/8 | ?  | 10/8 | ?  | Superfinale |
| Arijana Lucas   | "Blame It on the Boogie" (The Jacksons) | 10 | 9 | 10  | 8  | 9    | 46 | Superfinale |

V superfinalu je o končni zmagovalki odločalo le telefonsko glasovanje.
| Kandidatka    | Pesem                              | Rezultat   |
| ------------- | ---------------------------------- | ---------- |
| Viviana Kukar | "If I Ain't Got You" (Alicia Keys) | Zmagovalka |
| Arijana Lucas | "Dear Mr. President" (Pink)        | 2. mesto   |

Zmagala je 16-letna Viviana Kukar. Za nagrado je dobila 10.000 € in trajno diskografsko pogodbo z založbo Dallas Records.
Finale je popestrilo kar nekaj (netekmovalnih) glasbenih točk. Večer je otvoril voditelj Klemen Bunderla s svojo novo skladbo "100 razlogov", med glasovanjem v superfinalu pa so že izpadli tekmovalci nastopili s sodniki/Evo Hren:
- Matic Dokler in Nuška Drašček − "Quando quando quando" (Michael Bublé & Nelly Furtado)
- Kaja Rušnov in Tomaž Mihelič − "Proud Mary" (Ike & Tina Turner)
- Maki Teodorović in Natalija Verboten − "Koga ljubiš zdaj" (Goran Karan & Karmen Stavec)
- Lara Žgajnar, Urban Vidmar, Urban Pfeiler in Eva Hren − "Happy" (Pharrell Williams)